# Новое Село (платформа)
Новое Село (бел. Новае Сяло) — остановочный пункт электропоездов в Пуховичском районе (Минская область, Беларусь).
Расположен в 45 километрах от Минска (станции Минск-Пассажирский) между станцией Руденск и остановочным пунктом Дричин (юго-восточное направление железнодорожной линии). 
Примерное время в пути со всеми остановками от ст. Минск-Пассажирский — 59 мин.; от ст. Пуховичи — 16 мин.
Ближайшие населённые пункты — деревня Станиславово и агрогородок Дричин.